# Gützkower Fähre
Die Gützkower Fähre, auch Gützkow Fähre, ist ein Ortsteil der Stadt Gützkow im Landkreis Vorpommern-Greifswald. Die bis in die zweite Hälfte des 19. Jahrhunderts bedeutende Fährverbindung über die Peene befand sich südöstlich der Stadt, etwa 150 Meter östlich der Mündung des Swinowbaches in den Fluss. Der Gützkower Fährdamm führt von einem ehemaligen Teilstück der Bundesstraße 111 zwischen Gützkow und dem Kosenowsee in annähernd südlicher Richtung bis an die Peene.

Schwedische Grenzbefestigung an der Gützkower Fähre 1759

## Geschichte
Über Gützkow führte seit dem Mittelalter ein von Greifswald in südlicher Richtung verlaufender Handelsweg. Die Querung der Peene erfolgte mittels einer Fähre, die bereits zur Zeit der Herzöge von Pommern landesherrliches Eigentum war und üblicherweise verpachtet wurde. Urkundlich wurde die Fähre erstmals 1361 genannt.
Als Ortschaft wurde Gützkower Fähre mit diesem Namen erstmals 1681 urkundlich genannt. Kurios ist eine urkundliche Erwähnung mit der plattdeutschen Bezeichnung „Gütschow Fehr“.

Fährpram an Fähre Gützkow 1910

Während des Pommernfeldzuges kam es im Oktober 1675 am Fährübergang zu Kämpfen zwischen brandenburgisch-preußischen und schwedischen Truppen, in deren Verlauf die von Neetzow über Kagenow vorrückenden Brandenburger unter Führung des Großen Kurfürsten Friedrich Wilhelm die neben dem Fährhaus von den Schweden errichtete Schanze, die Kanonenschanzen am Hohlweg nach Gützkow und dann die Stadt eroberten, nachdem sie die Fährschanze zerstört und das Fährhaus in Brand geschossen hatten. Die zahlenmäßig kleine schwedische Besatzung der Fähre und der Hangschanzen floh ohne nennenswerte Gegenwehr. Der Große Kurfürst musste in Gützkow wochenlang Quartier nehmen, weil er an der Gicht litt.
Der Legende nach rettete 1714 der Fährpächter Kriwitz den während eines längeren Inspektionsrittes durch Schwedisch-Pommern beim Übersetzen in die Peene gefallenen schwedischen König Karl XII. vor dem Ertrinken. Dieser revanchierte sich, indem er Kriwitz die Fähre als Erbeigentum verlieh. Erwiesen ist, dass seine Familie über 140 Jahr im Besitz der Fähre blieb. Berichte, dass sich Karl XII. auf der Rückkehr aus Bender befand, treffen jedoch nicht zu. Der König hatte bei seinem Ritt nicht die Peene, sondern die Trebel bei Tribsees gequert. 1720 wurde die Peene zum Grenzfluss zwischen Schwedisch-Pommern und Preußen. An der Gützkower Fähre wurde eine Zollstation eingerichtet und mit einem Passschreiber besetzt.
Während des Siebenjährigen Krieges (1756–1763) war die Fähre wieder in der Kampfzone, außer einigen Schusswechseln zwischen Brandenburgern und Schweden kam es aber zu keinen größeren Kampfhandlungen. Wiederum wurde aber die Fähre mit Schanzen versehen – sieh schwedischen Plan.
1778 wurde an der Fährdammsiedlung ein Zimmereiplatz mit Sägewerk eingerichtet. Ob zu der Zeit schon der Zimmereikanal gegraben wurde, ist unklar, es gab und gibt darüber keinerlei Aufzeichnungen.
Bei der Napoleonischen Aggression war die Fähre zwar wieder unter militärischer Besetzung durch die Franzosen, aber es gab keine Kampfhandlungen. Sowohl 1807 als auch 1812/13 gab es eine Besatzung von ca. 300 Franzosen oder deren Verbündeten in Gützkow und an der Fähre war eine Schiffsbrücke zum Übersetzen der Truppen installiert. Die Schweden hatten sich rechtzeitig wegen der totalen Unterlegenheit zurückgezogen.
Nach dem Wiener Kongress 1814/15 kam dann Schwedisch-Vorpommern zu Preußen, damit fiel die Grenze an der Peene und Fähre, sowie die Zollstelle in der Hangsiedlung nach Gützkow weg.
In dieser Ansiedlung war von 1720 bis 1815 das Passchreiberhaus, das 1824 als Wohnhaus umgebaut wurde. Gegenüber ist noch heute das damalige Gützkower Fischerhaus vorhanden.
Die Familie Lutze, Nachfahren des Fährmannes Kriwitz, verkaufte die Fähre 1854 an einen Landwirt aus Woserow. Im folgenden Jahr versuchte der Gützkower Magistrat die Fähre zu erwerben, der Kaufvertrag scheiterte jedoch am Widerspruch der Achtmänner der Stadt. Schließlich übernahm Franz Heinrich Erich II. von Lepel auf Wieck den bereits vom Bürgermeister Rühs abgeschlossenen Kaufvertrag. Er gab die Fähre in Pacht, die aber bereits 1863 wesentlich an Bedeutung verlor, als wenige Kilometer flussaufwärts bei Jarmen eine Holzklappbrücke errichtet wurde.
Das Bollwerk an der Fähre wurde weiterhin als Hafen für Gützkow und die umliegenden Güter genutzt. 1900 erbaute Zimmermeister Greuel das Fachwerkwohnhaus und modernisierte das Sägewerk mit dem Holzplatz. 1903 kaufte dann Emil Schulz das Anwesen.

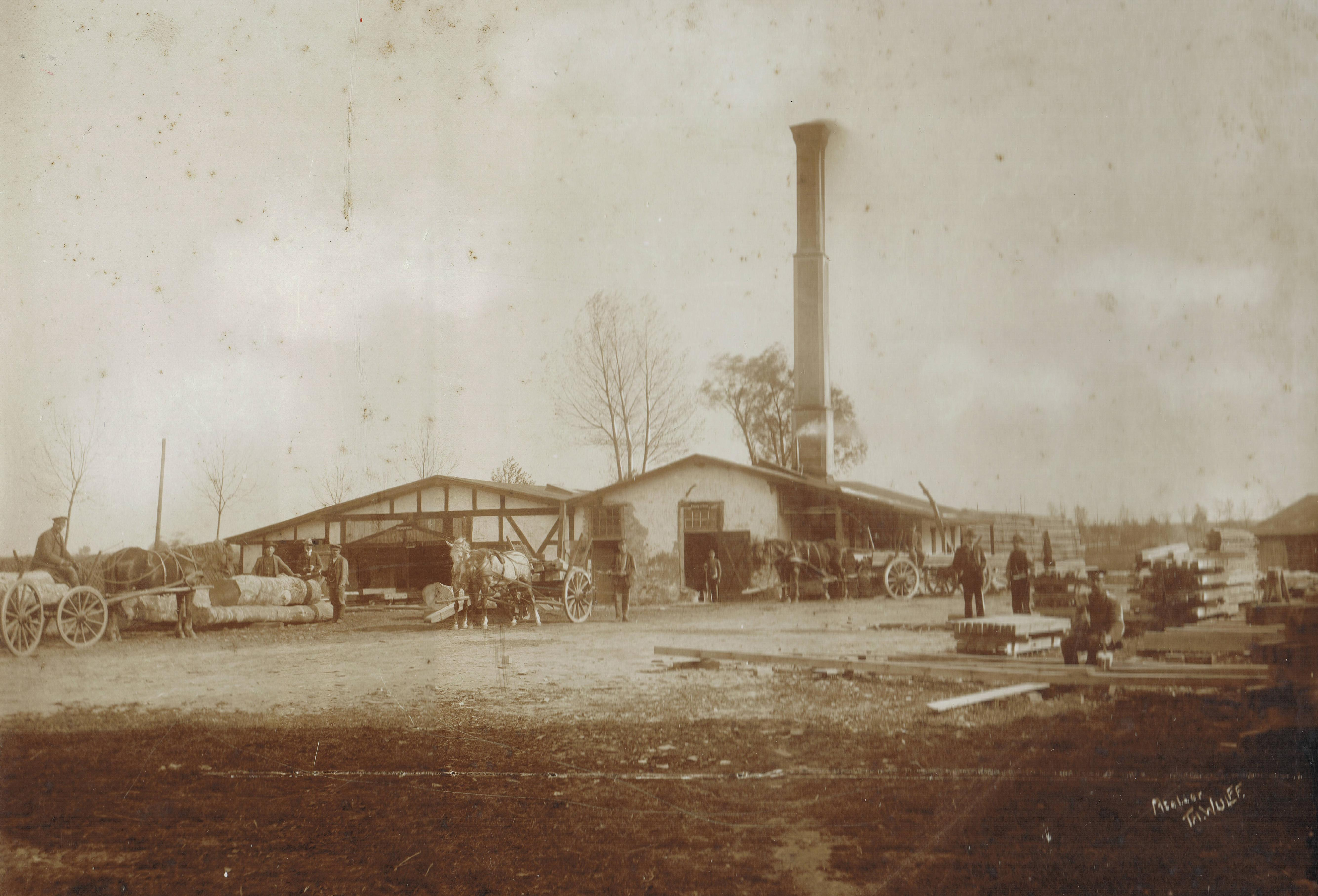
Sägewerk am Fährdamm Gützkow 1905

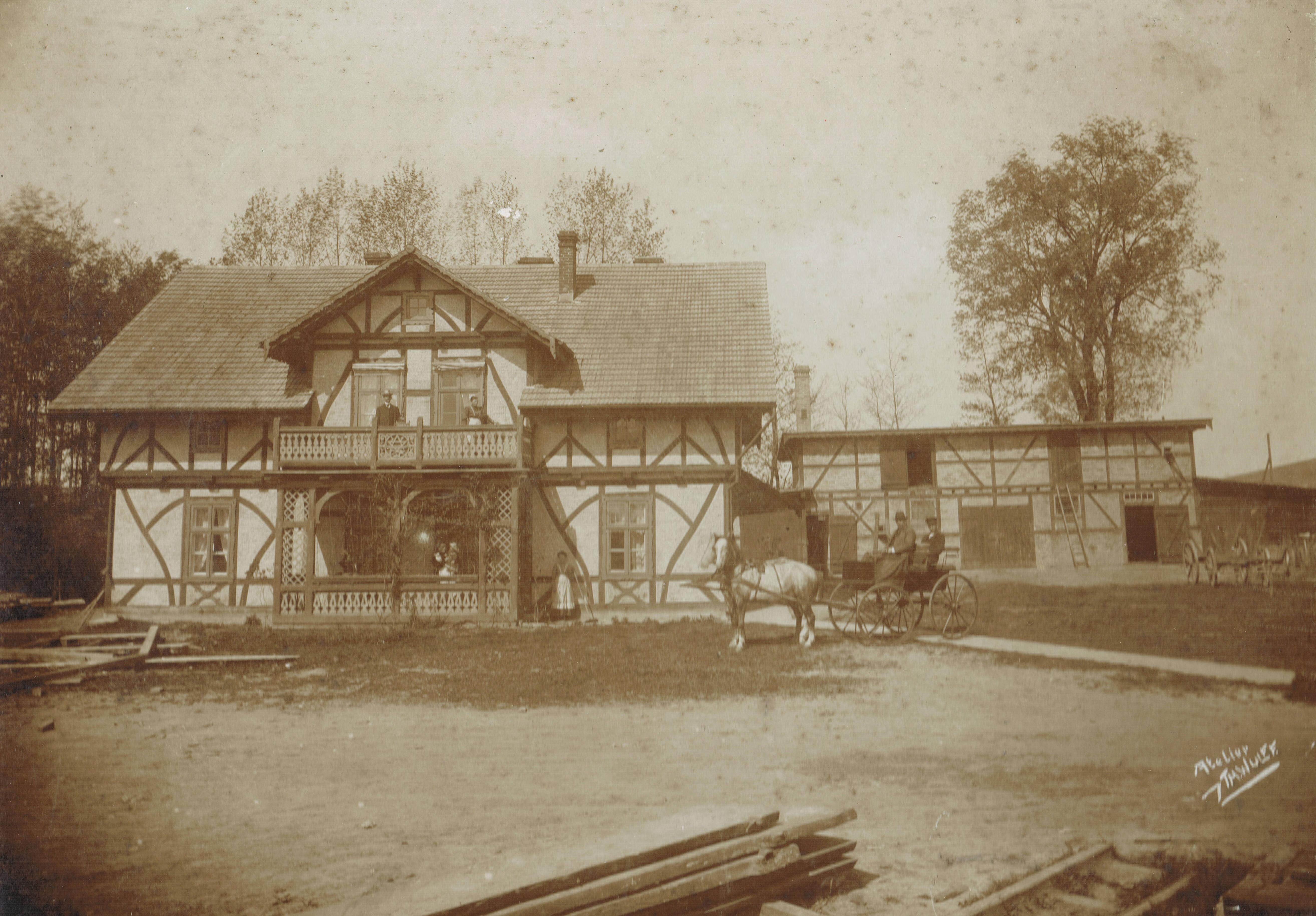
Wohnhaus Zimmerei Greuel, später Schulz 1905

Seit 1908 bestand zwischen Gützkow-Wieck und Gützkower Fähre eine Zweigstrecke der Greifswalder Bahnen. Sie hatte an der Fähre eine Besonderheit. Da die Umgebung sumpfig war, war wenig Platz für die Bahn vorhanden. Deshalb wurde für die Loks und die Waggons eine Drehscheibe installiert, damit die Züge bis an das Bollwerk fahren konnten (siehe Skizze). 1926 musste die Strecke aber wegen Unrentabilität von der Fähre bis zur Stärkefabrik zurückgebaut werden. Damit verlor die Fähre weiter an Bedeutung.
1925 richtete der Pächter Ahlmann am Fährhaus mittels einer Veranda eine Gastwirtschaft ein. 1930 erwarb der Bauunternehmer Ramien vom zahlungsunfähigen Gut Wieck die Fähre und verpachtete sie weiter.

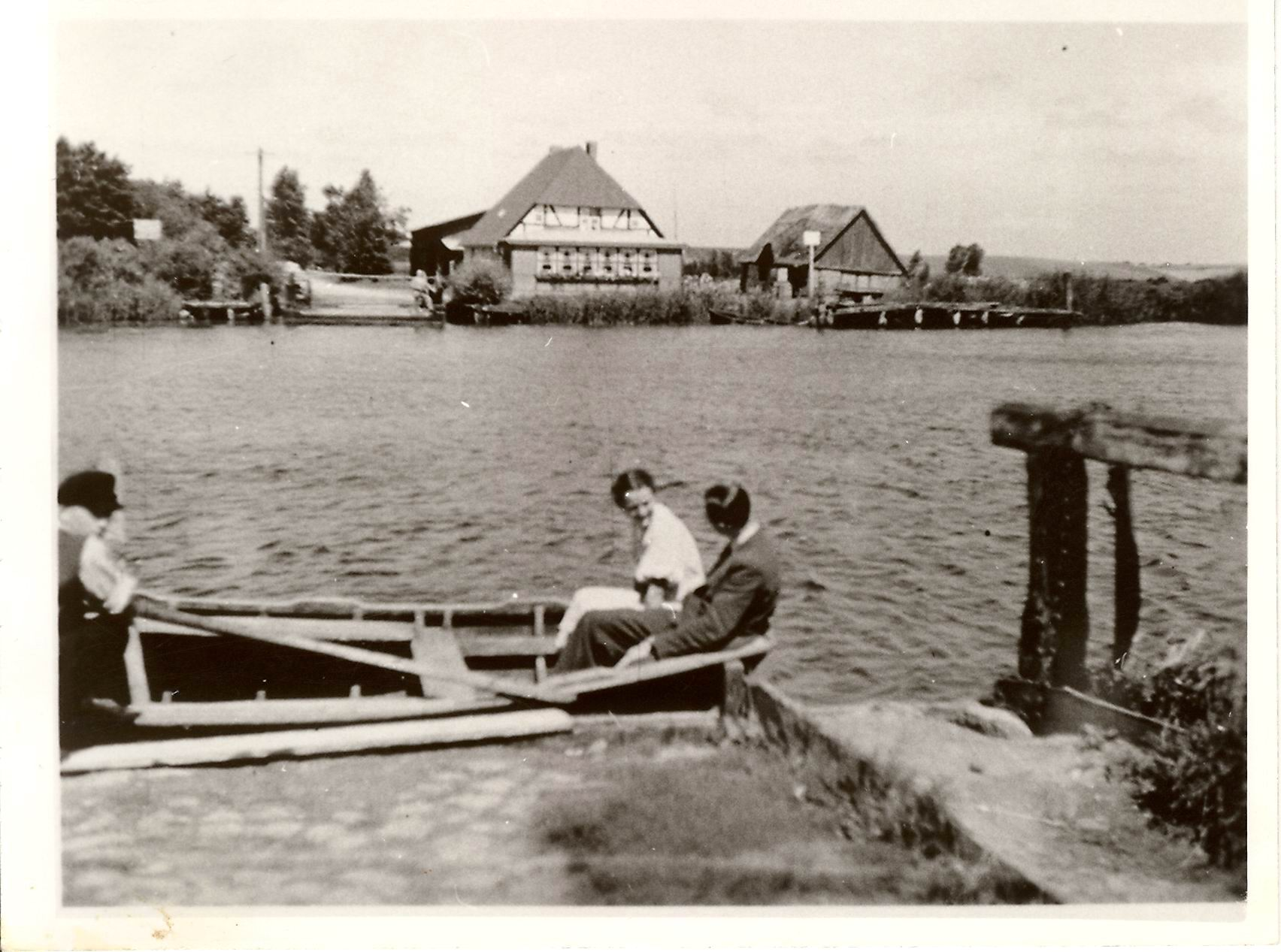
Gützkower Fähre 1938

Nach dem Zweiten Weltkrieg gelangte die Gützkower Fähre in den Besitz der Stadt Gützkow, weil Ramien enteignet wurde. Die zugehörigen Ländereien wurden Bodenreformland. Nach 1945 ging die Bedeutung der Gützkower Fähre als Peenequerung und Umschlagplatz immer weiter zurück. Der Verkehr reduzierte sich zu DDR-Zeiten weitgehend auf Personentransporte zwischen der bei Kagenow eingerichteten Badeanstalt und der Gaststätte im Fährhaus. 1955 wurde der Gaststättenbetrieb wegen Unrentabilität eingestellt. Aus dem gleichen Grund erfolgte drei Jahre später die Einstellung der Überfahrt mit dem Prahm, der zu dieser Zeit bereits verfault war. Es wurde zwar noch ein neuer Prahm gebaut, aber er kam nicht mehr nach Gützkow, weil er bei der Reparatur der Wiecker (bei Greifswald) Holzklappbrücke eingesetzt wurde und dann dort verblieb.
1955 wurden Teile der Peenewiesen östlich und 1990 westlich des Fährdamms unter Naturschutz gestellt.
1975 wurden im Peenegebiet um die Gützkower Fähre 35 Biber aus dem Elbe-Mulde-Gebiet ausgesetzt und angesiedelt. 1770 war hier an der Peene der letzte Biber Norddeutschlands erlegt worden. Die Population entwickelte sich hervorragend, inzwischen haben sich die Biber im ganzen Peenegebiet, einschließlich der Nebenflüsse ausgebreitet und sind bis zur Oder vorgedrungen. Ihr Bestand wird heute auf 400 bis 500 Tiere geschätzt.
Das inzwischen verfallene Fährhaus wurde 1988 abgerissen. Seit dem Ende des 20. Jahrhunderts besteht der Ort nur aus wenigen Gehöften am Nordrand des Peenetals, etwa 750 Meter nördlich der Peene, die auf einen hier im 19. Jahrhundert angesiedelten Zimmereiplatz, später Sägewerk zurückgehen.

## Sehenswürdigkeiten
→ Siehe: Liste der Baudenkmale in Gützkow
- Ehemalige Anlegestelle der Fähre mit Bollwerk
- Biberbauten in der näheren Umgebung
- Zimmereikanal – Floßkanal von Peene zum Zimmereiplatz
- Zimmereihaus (jetzt Villa Eden genannt)

## Verkehrsanbindung

Verlauf Fährsteig Gützkow – Fähre

Bahnstrecke zur Fähre mit Drehscheibe 1920

Die Fähre von Gützkow ist mit der Stadt und den Straßenanbindungen seit alters her durch einen Landweg verbunden, der „Fährsteig“ genannt wurde. Er verläuft vom heutigen Friedhof schräg über den Acker zum Hohlweg an der späteren Fährdammsiedlung. Schon 1863 nimmt die Bedeutung der Fähre rapide ab, da in Jarmen eine Holzklappbrücke die Peene quert. Nur noch der regionale Verkehr verläuft hier. 1875 stimmt die Provinzialregierung einem Straßenbau von der ehemaligen B 111 rechtwinklig zur Fähre zu. Diese Straße ist eine Kopfsteinpflasterstraße mit einem linksseitigen 1 Meter breiten und rechts mit einem 2 Meter breiten Sommerweg, der schmale für Fußgänger und der breite für kleine Pferdewagen. Gleichzeitig wird eine Allee aus Ahorn gepflanzt. In diesem Zustand ist die Straße noch heute. Ab dem Zollhaus wurde der Straßendamm um 1 Meter erhöht, weil bei Nordostwind die Peene zurückstaut und bis zu 1 Meter ansteigt. Beidseitig werden Gräben zur Wasserableitung gebaut.

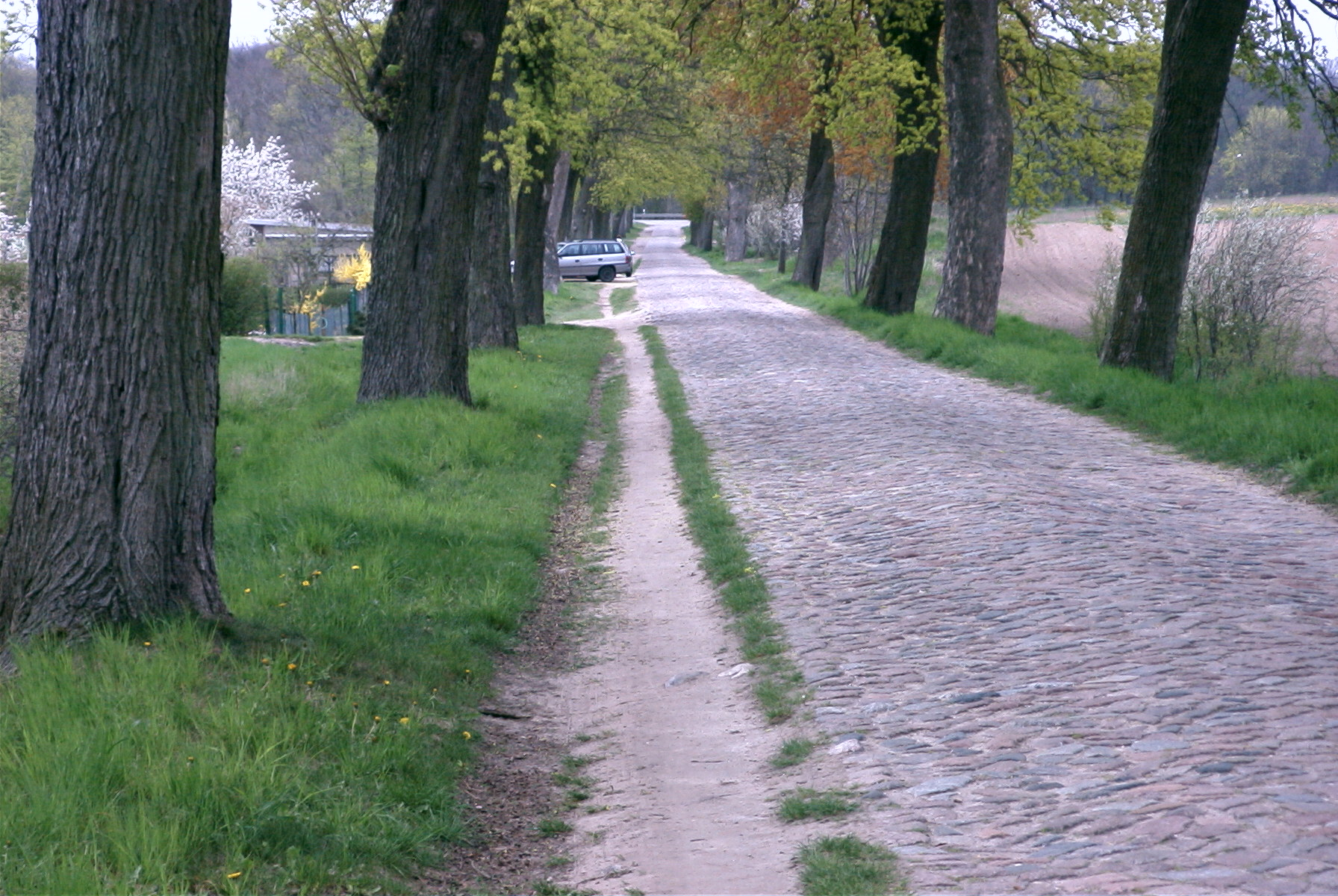
Fährdamm von Fähre zur B 111

1897 beginnt der Kleinbahnbau, die Strecke verläuft von Greifswald nach Jarmen über Wieck. Als 1907 auf Drängen der Gutsherren der Umgebung die Stärkefabrik gebaut wird, erhält diese erstmal einen provisorischen Bahnanschluss. 1908 wurde die Strecke ordentlich ausgebaut und gleichzeitig von der Fabrik bis zur Fähre verlängert, weil dort eine wichtige Transportverbindungsstelle Wasserweg – Straße vorhanden ist. Neben der Besonderheit der Drehbrücke bei Jarmen ist auch die Lok- bzw. Waggondrehscheibe an der Fähre eine Eigenheit. Durch den inzwischen steigenden Kraftfahrzeugverkehr wird die Bahnstrecke zur Fähre unrentabel. Inzwischen war schon kein regelmäßiger Zugverkehr mehr möglich, nur noch Sonder- und Bedarfsverkehr. 1926 wurde dann von der Bahnverwaltung der Rückbau der Strecke von der Fähre bis zur Stärkefabrik angeordnet. Heute ist von der Strecke nur noch der Erdkörper erhalten. Bis 1955 wird noch der Fährverkehr angeboten, aber dann auch dieser eingestellt. Nach dem Krieg werden nur noch Baustoffe mit Lastkähnen am Bollwerk angelandet, dann ist auch das nicht mehr profitabel. In den 1960er Jahren wird dann das Bollwerk durch den Bau der Gas-Ringleitung durch die DDR, die hier unter der Peene durchführt, zerstört. Damit ist auch die Anlegestelle verschwunden. 1996 wird bei der Verlegung der Abwasserleitung von Gützkow nach Toitin, die entlang des Fährdamms mittels unterirdischer Wasserbohrtechnik getätigt wurde, 1 Meter unter der heutigen Straße von 1875 ein Blocksteinpflaster entdeckt. Leider wurde die Archäologie nicht verständigt, so weiß man nicht, aus welcher Zeit dieser Damm stammt.